# Begoña Castellanos
Begoña Castellanos est une artiste espagnole. 
Begoña Castellanos a dessiné la face nationale des pièces de 10, 20 et 50 centimes d'euro espagnoles, avec comme motif l'écrivain Miguel de Cervantes.